# زمین‌لرزه ۱۹۸۶ سان‌سالوادور
زمین‌لرزه سان‌سالوادور  در تاریخ ۱۰ اکتبر ۱۹۸۶ میلادی، برابر با ‎۱۸ مهر ۱۳۶۵، ساعت ۱۷:۴۹:۲۴ به زمان یوتی‌سی در السالوادور، منطقه سان‌سالوادور رخ داد. ژرفای این زلزله ۱۰٫۹ کیلومتر بود، و بزرگی آن ۵٫۷ در مقیاس Mw اعلام شده‌است. زمین‌لرزه به وقت محلی در روز جمعه، ساعت ۱۱ روی داده و منطقه زمانی آن یوتی‌سی -۶ بوده‌است .
سازمان زمین‌شناسی آمریکا نیز رومرکز این زمین‌لرزه را در مختصات ۱۳°۴۹′۳۷″شمالی ۸۹°۰۷′۰۵″غربی / ۱۳٫۸۲۷°شمالی ۸۹٫۱۱۸°غربی و ژرفای آن را در ۷ کیلومتر گزارش کرده‌است. بزرگی برگزیدهٔ این سازمان از میان بزرگی‌های محاسبه‌شدهٔ مختلف ۵٫۵ در مقیاس MS بوده و از دید اثر، در میان چهار دسته‌بندی «نامحسوس»، «محسوس»، «زیان‌آور» یا «با تلفات»، زلزله را «با تلفات» اعلام کرده‌است.رانش زمین در آن به وجود آمده‌است.
پروژهٔ «تنسور گشتاور مرکزوار» زاویه‌های (راستا، شیب، ریک) گسل سازندهٔ زمین‌لرزه و صفحه عمود بر آن را (°۲۷۲، °۷۹، °۱۷۹) یا (°۲، °۸۹، °۱۱) و نوع گسل را «امتدادلغز» فرارسانده‌است.
شمار کشتگان زلزله حدود ۹۵۰ نفر بوده‌است.تعداد زخمیان ۱۰۰۰۰ نفر برآورده شده‌است.بی‌خانمان شدگان نیز ۲۰۰۰۰۰ نفر اعلام شده‌است.